# Ognennoe detstvo
Ognennoe detstvo (Огненное детство) è un film del 1976 diretto da Jurij Afanas'evič Šnyrёv.

## Trama
1919 anno. Una piccola stazione ferroviaria nel Kuban fu catturata dai bianchi, ma il commissario ferito Subbotin riuscì miracolosamente a fuggire. I ragazzi organizzano un esercito giovanile e chiedono al commissario Subbotin di diventare il loro mentore.